# Nordic (navire)
Le Nordic est un remorqueur de secours allemand stationné au nord de l'île de Norderney, dans la Frise orientale. C'est le remorqueur le plus puissant des eaux allemandes,.

## Historique

### Construction et mise en service

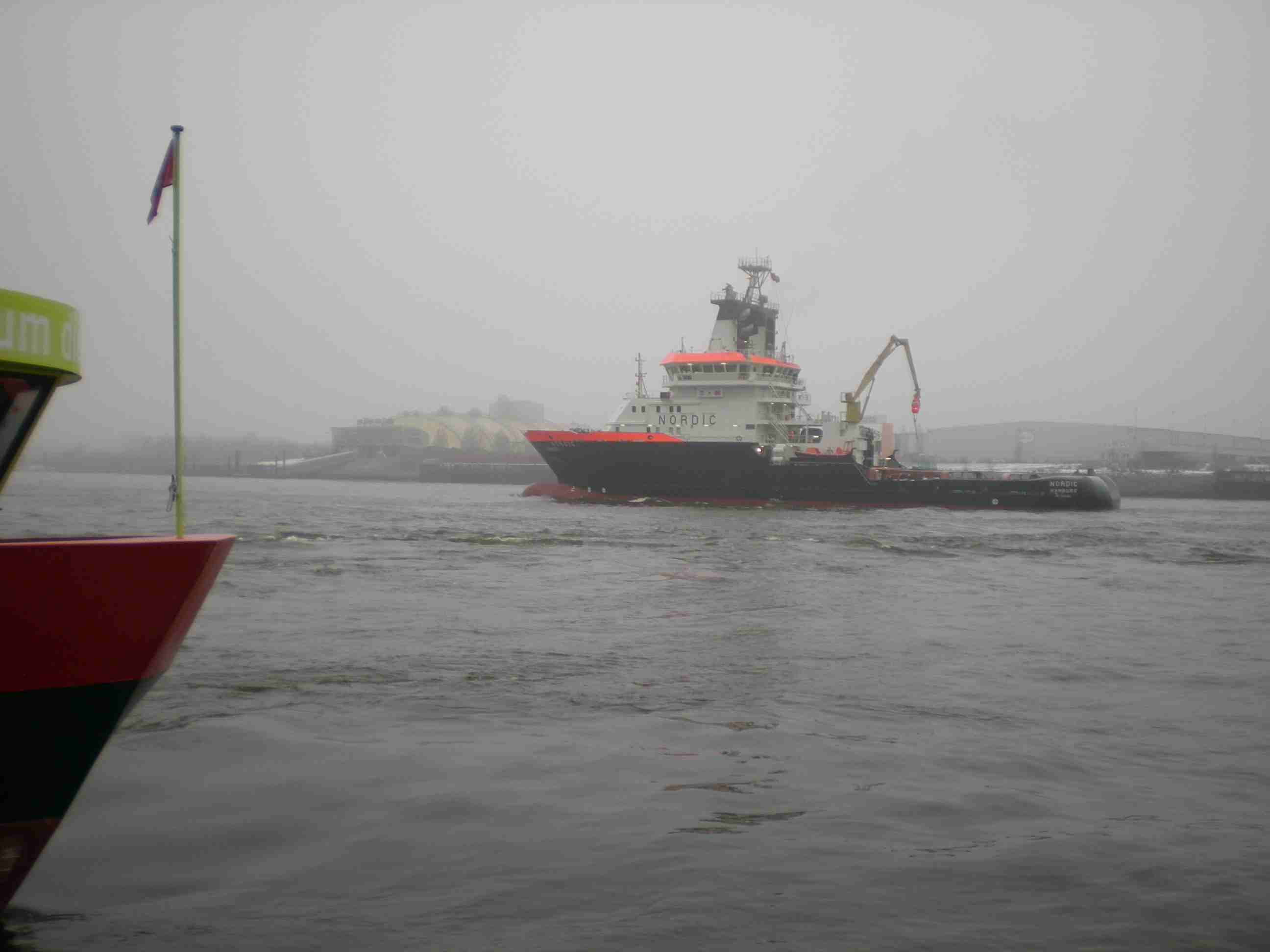
Le navire de remorquage de secours Nordic entre dans le port de Hambourg le 7 décembre 2010 après son transfert de Wolgast

La construction et la mise en service du Nordic sont une conséquence de l'accident du Pallas au large de l'île d'Amrum en 1998, lorsqu'un navire cargo s'est échoué et a perdu une quantité importante de pétrole. L'association Schutzgemeinschaft Deutsche Nordsee et de nombreuses autres organisations non gouvernementales de défense de l'environnement ont notamment œuvré pour la mise en service d'un nouveau remorqueur de secours sur la côte allemande de la mer du Nord.
Les travaux de construction ont commencé le 27 octobre 2009 sur les chantiers P+S Werften, anciennement Peene-Werft, à Wolgast, dans le Mecklembourg-Poméranie occidentale. Des essais en mer ont eu lieu en octobre 2010. Au cours de ces essais, le Nordic a livré une traction de 207 tonnes (environ 2 030 kN). Après avoir été baptisé le 8 décembre 2010 par Susanne Ramsauer, épouse du ministre fédéral allemand des Transports Peter Ramsauer, le navire a remplacé le remorqueur de sauvetage Oceanic, qui avait été désarmé après 41 ans de service le jour du Nouvel An 2011. De manière non officielle, les coûts de construction du Nordic auraient été d’environ 50 millions d’euros.

### Opération
Le Nordic appartient à NORTUG Bereederungs GmbH & Co. KG, dont une partie est détenue par les membres du consortium allemand Arbeitsgemeinschaft Küstenschutz. Le navire est exploité par Bugsier, Reederei- und Bergungsgesellschaft, qui affrète le remorqueur au ministère fédéral des Transports pour une période initiale de dix ans et moyennant un droit de 114 millions d'euros. Sa base opérationnelle est située à Cuxhaven, à l'embouchure de l'Elbe. Avec une vitesse maximale de 19,9 nœuds, le Nordic est capable d’atteindre tout navire accidenté dans les eaux allemandes de la mer du Nord en deux heures.
Afin de pouvoir fonctionner dans une atmosphère contaminée, le navire a été équipé de superstructures étanches et antidéflagrantes.

## Moteur et propulsion
Le navire est équipé de deux centrales MTU 20V8000M71L en mode opérationnel anti-gaz, de deux moteurs auxiliaires MTU 12V4000 pour entraîner les deux groupes électrogènes principaux et d'un autre moteur diesel MAN qui alimente le groupe électrogène de secours.
Le Nordic a été préparé pour fonctionner dans une atmosphère inflammable ou nocive, par exemple après un accident de pétrolier. Parmi les mesures de sécurité pour de tels cas, l'une d'elles implique l'arrêt des turbocompresseurs afin que l'air comprimé à l'intérieur de ceux-ci ne puisse pas s'enflammer. Cependant, cela réduit la puissance du moteur. Un refroidissement du système d'échappement à l'eau de mer réduit la température des gaz d'échappement à 135 degrés Celsius.